# US Salernitana
Die Unione Sportiva Salernitana 1919, kurz Salernitana, ist ein italienischer Fußballverein aus der kampanischen Stadt Salerno. Eine weitere Bezeichnung ist I Granata („Die Granatroten“).
Die Heimspielstätte ist das rund 30.000 Zuschauer fassende Stadio Arechi. Der Verein stieg zum Ende der Saison 2023/24 nach drei Jahren in der Serie A in die Serie B ab.

## Geschichte

### Anfänge
1913 entstand in der italienischen Stadt Salerno in der Region Kampanien der erste Fußballverein mit Namen Salerno Foot-Ball-Club. Erster Präsident wurde Donato Vestuti, ein Unternehmer aus Salerno. Sein erstes Spiel gewann der neu gegründete Verein mit 2:0 gegen FBC Settembrini, einen kleinen Verein aus dem Umland. Mit Beginn des Ersten Weltkrieges wurde der Spielbetrieb auch in Salerno eingestellt.
Nach Ende des Konfliktes, der von 1914 bis 1918 in Europa tobte, wurde ein neuer Club in Salerno gegründet. Dieser neue Verein, übrigens nur kurze Zeit nach dem Tod des bisherigen Präsidenten Donato Vestruiti ins Leben gerufen, hatte den Namen Salernitana Calcio 1919. In der ersten Saison spielte Salernitana Calcio wie viele der in dieser Zeit neu gegründeten Vereine in der Promozione. Gleich in der ersten Saison gelang der Aufstieg in die Prima Categoria, die von 1898 bis 1922 die Vorläuferin der heutigen Serie A war und heutzutage die achte italienische Liga ist. Mit Einführung der Prima Divisione als erste Liga und der Seconde Divisione als zweite Spielklasse 1922 spielte Salernitana Calcio nun in der Seconda Division, der heutigen Serie B, da man es im Jahr zuvor nicht schaffte, sich für die neue Prima Divisione zu qualifizieren. In den Folgejahren wechselte Salernitana Calcio oft zwischen Prima und Seconde Divisione.
Als im Jahre 1935 die Serie C als dritte italienische Liga gegründet wurde, musste auch der Verein aus Salerno in der Drittklassigkeit antreten. Nach drei Jahren in dieser Liga gelang 1938 mit einem ersten Platz im Girone E vor L’Aquila Calcio der Aufstieg in die Serie B. Doch gleich in der ersten Saison in der zweithöchsten Spielklasse Italiens folgte der Wiederabstieg in die Serie C. Erst 1942/43 gelang wieder der Sprung in die Serie B. Doch dazu kam es nicht mehr. Durch die Zuspitzung des Zweiten Weltkrieges und der italienischen Eingebundenheit auf Seiten Hitlerdeutschlands stand der Spielbetrieb von 1943 bis 1945 still.

### Erst- und Zweitklassigkeit
Nach Ende des Zweiten Weltkrieges wurde der Spielbetrieb so geregelt, dass die Mannschaften, die im Jahr vor der ungewollten Zwangspause in den ersten beiden Ligen spielten, in Qualifikationsrunden in die ersten beiden Ligen eingeordnet wurden. In der ersten Spielzeit nach dem Zweiten Weltkrieg, in der Saison 1945/46, erreichte Salernitana Calcio bei der Qualifikation für die Serie A beziehungsweise die Serie B Rang 9, was statt der erhofften Teilnahme an der Serie A "nur" die Einordnung in die Serie B bedeutete. Doch nur ein Jahr später gelang zusammen mit Pro Patria Calcio und AS Lucchese Libertas der Aufstieg in die Serie A. Doch gleich im ersten Jahr folgte der sofortige Wiederabstieg, während der so genannte Grande Torino des FC Turin, dessen Siegesserie ein Jahr später bei einem Flugunfall nahe Turin ein jähes Ende nehmen sollte, die vierte Meisterschaft in Serie holte. Nun folgte für Salernitana Calcio eine lange Zeit in der Serie B. Nachdem die Mannschaft zu Beginn dieser Zeit immer nur knapp am Aufstieg gescheitert war, ging es dann mit den Leistungen immer weiter bergab, sodass man in der Spielzeit 1955/56 zusammen mit dem AS Livorno in die Serie C absteigen musste.

### Langsamer Wiederaufstieg bis in die Serie A
Nach dem Abstieg aus der Serie B in der Saison 1955/56 folgte eine ziemlich lange Zeit in der Serie C. Zunächst dauerte es genau zehn Jahre, ehe wieder der Aufstieg in die zweithöchste italienische Liga gelang. In besagtem Jahr sicherte sich Salernitana Calcio knapp mit einem Punkt Vorsprung vor Cosenza Calcio den ersten Platz in der Girone C und den damit verbundenen Sprung in die Zweitklassigkeit. Doch wiederum stieg das Team aus Salerno gleich in der ersten Spielzeit in der Serie B als Tabellenletzter mit 10 Punkten Rückstand auf einen Nichtabstiegsplatz wieder ab. Nun sollte es noch länger als nach dem letzten Abstieg aus der Serie B dauern, bis in Salerno wieder zweitklassig gespielt werden sollte.
Nachdem Salernitana Calcio seit 1967 wieder in der Serie C gespielt hatte, musste sich der Verein 1977/78 für die neu geschaffene Serie C1 qualifizieren. Die Serie C wurde im genannten Jahr in die Serie C1, die dritte Liga, und die Serie C2, die die Serie D als vierte Liga ersetzte und Letztere zur fünfthöchsten Spielklasse machte, unterteilt. Salerno schaffte die Qualifikation für die Serie C1 und spielte fortan zwölf Jahre in dieser Liga. Bereits 1981/82 und 1984/85 wurde jeweils mit Rang vier der Aufstieg in die Serie B knapp verpasst, doch in der Saison 1989/90 klappte es dann endlich mit dem Sprung in die zweite Liga. Mit Platz zwei hinter Taranto Sport konnte sich Salernitana Calcio für die Zweitligasaison 1990/91 qualifizieren. Nach einem kurzen Intermezzo in der Serie B ging es jedoch schon ein Jahr später wieder in die Serie C1, heute Lega Pro Prima Divisione genannt. Nach weiteren drei Jahren in der dritten Liga gelang 1994 nach gewonnenen Play-off-Spielen gegen AS Lodigiani und SS Juve Stabia der erneute Aufstieg in die Serie B.
In der Serie B erreichte Salernitana Calcio in der Folgezeit gute Ergebnisse. Gleich im ersten Jahr gelang mit Rang 5 am Ende der sichere Klassenerhalt. Diese Platzierung konnte der Verein im Jahr darauf wiederholen. Doch 1996/97 entging man nur knapp dem Abstieg in die Serie C1. Aber in der Folgesaison dominierte Salernitana Calcio die Serie B und sicherte sich am Ende mit 72 Punkten aus 38 Spielen und mit 8 Punkten Vorsprung auf den Zweiten, den SSC Venedig den Aufstieg in die Serie A, erstmals seit über 50 Jahren. Ebenfalls aufsteigen konnten neben Salernitana und Venedig Cagliari Calcio und Perugia Calcio. In der darauffolgenden Serie-A-Saison stieg Salerno jedoch knapp mit einem Punkt Rückstand auf den Vierzehnten Perugia Calcio zusammen mit Sampdoria Genua, Vicenza Calcio und dem FC Empoli aus der Serie A wieder ab.

### Aktuelle Entwicklung

Logo von Salernitana Calcio 1919 (2005–2011)

Nach dem Abstieg aus der Serie A 1999 folgten für Salernitana Calcio lange Jahre der Zweitklassigkeit. Dabei wurden die Platzierungen in der zweiten italienischen Liga von Zeit zu Zeit immer bescheidener, sodass 2003 sogar Relegationsspiele gegen Caso Catania, dem Vorgängerverein von Catania Calcio, nötig waren, um den Abstieg in die Serie C1 zu verhindern. Zwei Jahre später ging der Verein jedoch bankrott und musste in der Serie C1 neu starten. Der nun in Salernitana Calcio 1919 umbenannte Verein scheiterte in der ersten Spielzeit in der dritten Liga nur knapp am Aufstieg, nachdem in den Play-off-Spielen CFC Genua im Weg stand. Zwei Jahre danach sicherte sich Salerno mit einem ersten Platz vor dem AC Ancona den Wiederaufstieg in die Serie B. Dort konnte sich die Mannschaft zwei Jahre halten. 2008/09 erreichte Salernitana Calcio Platz 14. Doch im Folgejahr spielte das Team eine enttäuschende Saison, sodass am Ende mit gerade einmal 17 Punkten aus 42 Spielen und mit 34 Punkten Rückstand auf einen Nichtabstiegsplatz der erneute Abstieg die Lega Pro Prima Divisione folgte.
Dort spielte man von Beginn an oben in der Tabelle mit und erreichte nach Ablauf aller 34 Spieltage den dritten Platz, während sich der AS Gubbio 1910, erst vor der Saison aus der Lega Pro Seconda Divisione aufgestiegen, den ersten Platz und damit den direkten Aufstieg in die Serie B, sichern konnte. Der dritte Rang berechtigte Salernitana jedoch zur Teilnahme an den Playoffspielen, wo unter den zweit- bis fünftplatzierten Teams ein weiterer Aufsteiger ermittelt wurde. Im Halbfinale setzte man sich hierbei gegen den US Alessandria mit 4:2 nach Hin- und Rückspiel durch. Daraufhin trat das Team von Salernitana Calcio auf Hellas Verona, wo man allerdings mit 1:2 nach beiden Spielen unterlegen war und somit in der dritten Liga verbleiben musste. Aufgrund starker finanzieller Probleme erteilte die Lega Pro Salernitana Calcio jedoch keine Lizenz für die Drittligasaison 2011/12, was den Verein zwang, in die Insolvenz zu gehen. Salernitana Calcio wurde aufgelöst und unter dem Namen Salerno Calcio neu gegründet. In der fünftklassigen Serie D stieg man wieder in den Ligabetrieb ein. Dort gelang der direkte Aufstieg in die viertklassige Lega Pro Seconda Divisione, ehe der Verein 2012 auf die aktuelle Bezeichnung Unione Sportiva Salernitana 1919 umbenannt wurde. In der Saison 2012/13 gelang durch den Gewinn des Girone B der Lega Pro Seconda Divisione der zweite Aufstieg in Folge und die Promotion für die drittklassige Lega Pro Prima Divisione. Außerdem wurde erstmals die Supercoppa di Lega di Seconda Divisione gewonnen. In der Spielzeit 2014/15 erreichte die Mannschaft unter der Leitung von Leonardo Menichini den Aufstieg in die Serie B.
Am Ende der Saison 2020/21 gelang der Mannschaft um Trainer Fabrizio Castori als Zweitplatzierte zum dritten Mal in der Vereinsgeschichte der Aufstieg in die Serie A. Danach verbrachte der Verein drei Jahre im Abstiegskampf der Serie A und stieg in der Spielzeit 2023/24 auf dem 20. Tabellenplatz wieder in die Serie B ab. In der Zeit in der Serie A standen mit Franck Ribéry, Jerome Boateng, Guillermo Ochoa und Kostas Manolas auch einige international bekannte Fußballspieler in Salerno unter Vertrag.

## Kader der Saison 2024/25
Stand: 31. Dezember 2024
| Nr. |              | Position | Name                                       |
| --- | ------------ | -------- | ------------------------------------------ |
| 1   | Italien      | TW       | Vincenzo Fiorillo                          |
| 2   | Italien      | AB       | Davide Gentile (Leihe von AC Florenz)      |
| 4   | Niederlande  | AB       | Tijs Velthuis (Leihe von Sparta Rotterdam) |
| 7   | Italien      | AB       | Franco Tongya                              |
| 8   | Australien   | MF       | Ajdin Hrustić                              |
| 9   | Nigeria      | ST       | Simy                                       |
| 10  | Venezuela    | ST       | Ernesto Torregrossa                        |
| 11  | Sierra Leone | ST       | Yayah Kallon (Leihe von Hellas Verona)     |
| 12  | Italien      | TW       | Francesco Corriere                         |
| 13  | Italien      | AB       | Fabio Ruggeri (Leihe von Lazio Rom)        |
| 14  | Chile        | ST       | Diego Valencia                             |
| 15  | Tunesien     | AB       | Dylan Bronn                                |
| 17  | Frankreich   | AB       | Lilian Njoh                                |
| 19  | Frankreich   | MF       | Jeff Reine-Adélaïde                        |

| Nr. |             | Position | Name                                        |
| --- | ----------- | -------- | ------------------------------------------- |
| 20  | Polen       | ST       | Szymon Włodarczyk (Leihe von SK Sturm Graz) |
| 21  | Italien     | MF       | Roberto Soriano                             |
| 23  | Italien     | ST       | Nicola Dalmonte                             |
| 24  | Niederlande | ST       | Jayden Braaf (Leihe von Hellas Verona)      |
| 25  | Italien     | MF       | Giulio Maggiore                             |
| 29  | Italien     | AB       | Paolo Ghiglione                             |
| 30  | Slowenien   | AB       | Petar Stojanović (Leihe von FC Empoli)      |
| 31  | Italien     | ST       | Daniele Verde (Leihe von Spezia Calcio)     |
| 33  | Italien     | AB       | Gian Marco Ferrari                          |
| 44  | Polen       | AB       | Paweł Jaroszyński                           |
| 45  | Italien     | MF       | Rocco Di Vico                               |
| 55  | Italien     | TW       | Luigi Sepe                                  |
| 70  | Kolumbien   | MF       | Andrés Tello (Leihe von Catania FC)         |
| 73  | Italien     | MF       | Lorenzo Amatucci (Leihe von AC Florenz)     |

## Erfolge
- Sieger Serie B:
  - 1946/47
  - 1997/98
- Sieger Serie C / Serie C1:
  - 1937/38
  - 1965/66
  - 2007/08
  - 2014/15

## Ehemalige Spieler (Auswahl)
→ Ausführliche Auflistung: Fußballspieler (US Salernitana)
- Gian Piero Gasperini (1990–1991)
- Gennaro Gattuso (1998–1999)
- Francesco Caputo (2009–2010)
- Franck Ribéry (2021–2022)
- Antonio Candreva (seit 2022)
- Guillermo Ochoa (2023–2024)
- Jérôme Boateng (2024)
- Kostas Manolas (2024)

## Ehemalige Trainer
- Imre Schöffer (1934–1935)
- Ferenc Hirzer (1936–1938, 1940–1941)
- Rudolf Hiden (1951–1952, 1963–1965)
- Ettore Puricelli (1960–1961)
- Guido Gratton (1969–1970)
- Marino Perani (1982–1983)
- Tarcisio Burgnich (1991–1992)
- Delio Rossi (1993–1995)
- Zdeněk Zeman (2001–2002)
- Bortolo Mutti (2008–2009)
- Fabrizio Castori (2008–2009, 2020–2021)
- Giuseppe Galderisi (2012)
- Stefano Colantuono (2018–2019)
- Gian Piero Ventura (2019–2020)
- Davide Nicola (2022–2023, 2023)
- Paulo Sousa (2023)
- Filippo Inzaghi (2023–2024)
- Fabio Liverani (2024)